# Aya (Kurzfilm)
Aya ist ein französisch-israelischer Kurzfilm aus dem Jahr 2012 von Oded Binnun und Mihal Brezis. Der Film wurde 2012 eingeschränkt in Israel gezeigt und international erstmals 2013 auf dem Jüdischen Filmfestival in San Francisco aufgeführt. 2015 erhielt der Film eine Oscar-Nominierung als Bester Kurzfilm.

## Handlung
Mr. Overby trifft Aya an einem Flughafen, wo er irrtümlich der Meinung ist, dass sie seine ihm zugewiesene Chauffeurin ist.
Da Aya in diesem Moment von Mr. Overby verzaubert ist, hat sie es nicht eilig, ihn davon zu überzeugen, dass sie nicht seine Fahrerin ist.

## Auszeichnungen
- Nominiert für den Oscar als bester Kurzfilm[2]
- Ausgezeichnet mit dem Award der Israelischen Film Akademie als bester Kurzfilm